# Hoogheemraadschap van de Vecht
Hoogheemraadschap van de Vecht was een (gepland) waterschap in de periode 1915-1920 en omvatte op papier 79 waterschappen en polders langs de Utrechtse/Noord-Hollandse Vecht.
Het omvatte onder meer Grootwaterschap beoosten De Vecht.
Het gebied behoort nu tot het werkgebied van Hoogheemraadschap Amstel, Gooi en Vecht.

## Trivia
- Niet te verwarren met waterschap Drecht en Vecht.